# استان نونگ کای

نقشهٔ تایلند و جایگاه استان نونگ خای.

استان نونگ کای یا نونگخای یکی از استانهای کشور تایلند است. مساحت آن 7332 کیلومترمربع می‌باشد. جمعیت این استان در سال ۲۰۰۰ بالغ بر ۸۸۳۰۰۰ نفر برآورد شده است .
استان نونگ کای از نظر تقسیمات کشوری بخشی از ناحیه شمال خاوری تایلند به حساب می آید. مرکز این استان شهر نونگ خای است.